# Preloge, Semič
Prelóge je naselje v Sloveniji.